# 川崎稔
川崎 稔（かわさき みのる、1961年3月7日 ‐ ）は、日本の政治家。参議院財政金融委員長、参議院議員（1期）を務めた。

## 概要
佐賀県佐賀市生まれ。佐賀県立佐賀西高等学校、1984年京都大学経済学部卒業。1984年、日本銀行に入行。日銀新潟支店総務課長や本店経営企画室調査役を経て、2004年に退職。
同年、第20回参議院議員通常選挙に佐賀県選挙区から民主党公認で出馬したが、自由民主党現職の岩永浩美に惜敗し、落選。2007年、第21回参議院議員通常選挙に再び佐賀県選挙区から民主党公認で出馬し、自民党新人の川上義幸を破り初当選を果たした。佐賀県選挙区では、それまで自民党（前身の自由党も含む）が21回連続（補欠選挙1回を含む）で議席を獲得していたが、この時初めて野党系候補に敗れた。
2012年、参議院財政金融委員長に就任。2013年2月、民主党を離党する意向を表明し、22日、細野豪志民主党幹事長に離党届を提出したが、民主党佐賀県連は川崎の離党を批判し、3月3日の常任理事会において全会一致で川崎を県連の全ての役職から解任した上で除籍し、議員辞職を勧告した。4月16日の民主党常任幹事会において党からも除籍処分が下る。6月18日、同年の第23回参議院議員通常選挙には出馬せず、10月の佐賀市長選挙に無所属で出馬する意向を表明。佐賀市長選挙では民主党の原口一博衆議院議員の後援会の一部からも支持を受けたが、立候補した4人中最下位の得票数で落選した。
2025年4月23日、国民民主党は同年夏の参院選比例代表に川崎を擁立することを決定した。7月20日の投開票の結果、7,205票を獲得したが国民民主党の当選者7人に対し16位で落選。